# Hydroeciodes serrata
Hydroeciodes serrata är en fjärilsart som beskrevs av Augustus Radcliffe Grote 1880. Hydroeciodes serrata ingår i släktet Hydroeciodes och familjen nattflyn. Inga underarter finns listade i Catalogue of Life.